# 29e congresdistrict van Californië

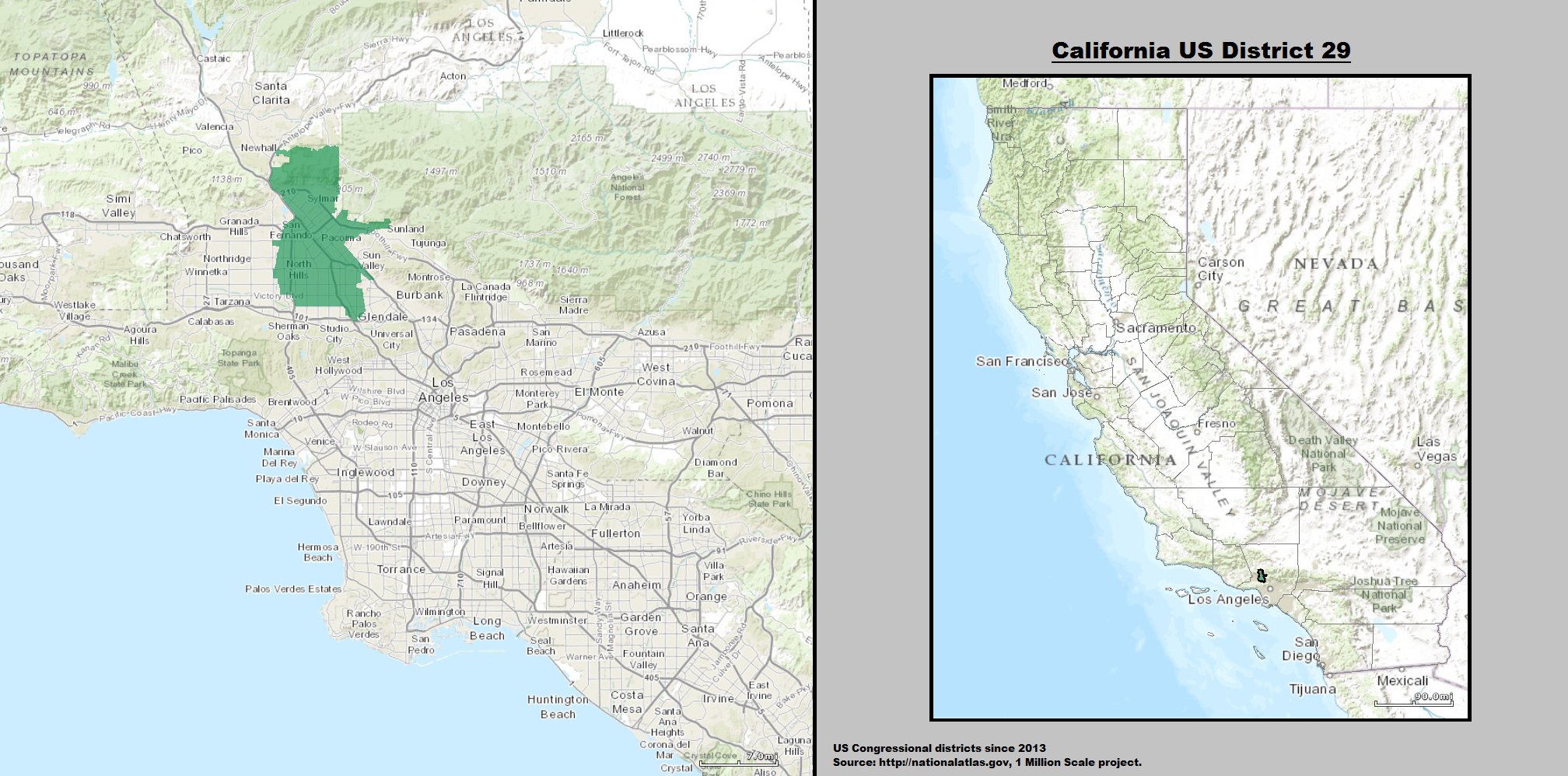
De locatie van het district in de staat Californië.

Het 29e congresdistrict van Californië is een kiesdistrict voor het Amerikaanse Huis van Afgevaardigden. Het district ligt in een noordelijk deel van de stad Los Angeles, voornamelijk in San Fernando Valley. Sinds 3 januari 2013 is Democraat Tony Cárdenas de afgevaardigde voor het district.

## Presidentsverkiezingen
| Jaar | Resultaten                             | Winnende partij | Winnende partij      |
| ---- | -------------------------------------- | --------------- | -------------------- |
| 2000 | George W. Bush 22% - 72% Al Gore       |                 | Democratische Partij |
| 2004 | George W. Bush 37% - 71% John Kerry    |                 | Democratische Partij |
| 2008 | John McCain 30% - 68% Barack Obama     |                 | Democratische Partij |
| 2012 | Barack Obama 77% - 21% Mitt Romney     |                 | Democratische Partij |
| 2016 | Hillary Clinton 78% - 17% Donald Trump |                 | Democratische Partij |